# Batumi (1976)
Batumi (ბათუმი) – Okręt patrolowy Sił Morskich Gruzji, przeznaczony do zwalczania okrętów podwodnych, zbudowany według projektu 205P.

## Historia
Okręt zbudowano w stoczni „Ałmaz” w Leningradzie (obecnie Sankt Petersburg) w ZSRR. Jednostką wcielono do służby w 1976 roku jako „PSKR-648”. Po rozpadzie ZSRR w grudniu 1991 roku „PSKR-648” przejęła Ukraina i wcieliła w czerwcu 1992 roku. W 1995 roku okręt przemianowano na „Zakarpacie”. W 1998 roku „Zakarpacie” przekazano Siłom Morskim Gruzjii przemianowano na „Batumi” (ბათუმი) od nazwy miasta. Patrolowiec „Batumi” wycofano że służby w 2006 roku.

## Konstrukcja
Wyporność standardowa jednostki wynosiła 211 t, pełna 245 t, długość 39,98 m, szerokość 7,91 m, zanurzenie 1,96 m. Napęd jednostki stanowiły trzy silniki wysokoprężne M-503G o mocy 4000 KM i 3 śruby. Jednostka mogła rozwinąć prędkość 34 węzłów. Okręt miał zasięg 800 mil morskich (przy 20 w). Sensory patrolowca: radar MR-220 „Rejd”, sonar MG-329 „Szeksna”, sonar MG-11, sonar antysabotażowy MG-7 „Braslet”. Uzbrojenie jednostki stanowiły dwie armaty uniwersalne kalibru 30 mm AK-230 (2×II), cztery wyrzutnie torped przeciw okrętom podwodnym kalibru 400 mm (4×I), 12 bomb głębinowych BB-1, BPS. Załogę etatową stanowiło 31 osób.